# Rezerwaty przyrody w województwie opolskim
Na terenie województwa opolskiego w styczniu 2019 r. znajdowało się 38 rezerwatów przyrody o łącznej powierzchni 979,97 ha. W 2023 r. ustanowiono 3 kolejne. Na Opolszczyźnie znajduje się najmniej rezerwatów spośród wszystkich polskich województw, ich średnia wielkość jest również najmniejsza (25,64 ha wobec średniej krajowej wynoszącej 112 hektarów). Przekłada się to na najniższy w kraju udział tej formy ochrony w powierzchni województwa (0,1% w przypadku Opolszczyzny wobec 0,53% dla całej Polski).
| Nazwa rezerwatu       | Rok powołania | Powierzchnia (ha) | Rodzaj                |
| --------------------- | ------------- | ----------------- | --------------------- |
| Barucice              | 2010          | 82,11             | leśny                 |
| Bażany                | 1969          | 21,01             | leśny                 |
| Biesiec               | 2001          | 24,66             | leśny                 |
| Blok                  | 1959          | 6,56              | leśny                 |
| Boże Oko              | 1997          | 68,59             | leśny                 |
| Cicha Dolina          | 1999          | 56,76             | leśny                 |
| Dębina                | 2000          | 61,11             | leśny                 |
| Dębniak               | 2022          | 31,28             | leśny                 |
| Gogolińskie Gniewosze | 2023          | 28,18             | faunistyczny          |
| Grafik                | 1997          | 27,01             | leśny                 |
| Góra Gipsowa          | 1958          | 8,65              | stepowy               |
| Góra Św. Anny         | 1972          | 2,69              | przyrody nieożywionej |
| Jaśkowice             | 1969          | 6,00              | leśny                 |
| Jeleni Dwór           | 1959          | 3,91              | leśny                 |
| Kamieniec             | 2001          | 44,21             | florystyczny          |
| Kamień Śląski         | 1958          | 13,60             | leśny                 |
| Kokorycz              | 2000          | 44,28             | leśny                 |
| Komorzno              | 1969          | 3,7               | leśny                 |
| Krzywiczyny           | 1969          | 19,84             | leśny                 |
| Las Bukowy            | 1999          | 21,12             | leśny                 |
| Lesisko               | 1997          | 47,47             | leśny                 |
| Leśna Woda            | 1958          | 15,7              | leśny                 |
| Ligota Dolna          | 1959          | 8,297             | stepowy               |
| Lubsza                | 1958          | 16,48             | leśny                 |
| Nad Białką            | 1999          | 8,96              | przyrody nieożywionej |
| Narok                 | 2023          | 113,87            | leśny                 |
| Olszak                | 2012          | 23,83             | leśny                 |
| Płużnica              | 1957          | 3,41              | leśny                 |
| Prądy                 | 2001          | 36,77             | torfowiskowy          |
| Przylesie             | 1969          | 17,24             | leśny                 |
| Przyłęk               | 1952          | 0,94              | leśny                 |
| Przysiecz             | 1958          | 3,02              | leśny                 |
| Rogalice              | 1969          | 6,06              | leśny                 |
| Rozumice              | 2000          | 93,1              | leśny                 |
| Smolnik               | 1958          | 30,17             | florystyczny          |
| Srebrne Źródła        | 2005          | 18,38             | leśny                 |
| Staw Nowokuźnicki     | 1957          | 28,91             | florystyczny          |
| Śnieżyca              | 2019          | 2,38              | florystyczny          |
| Tęczynów              | 2000          | 33,4              | leśny                 |
| Złote Bagna           | 2001          | 38,36             | torfowiskowy          |
| Żaba                  | 2023          | 23,87             | leśny                 |

Dawny rezerwat przyrody Śmiechowice został usunięty z listy obszarów chronionych w 2010 roku.